# Kvarnsjön (Mellösa socken, Södermanland)
Kvarnsjön är en sjö i Flens kommun i Södermanland och ingår i Nyköpingsåns huvudavrinningsområde. Sjön har en area på 0,1 kvadratkilometer och ligger 41,4 meter över havet. Sjön avvattnas av vattendraget Skebokvarnsån.

## Delavrinningsområde
Kvarnsjön ingår i det delavrinningsområde (655528-154936) som SMHI kallar för Inloppet i Nedingen. Medelhöjden är 47 meter över havet och ytan är 8,18 kvadratkilometer. Det finns ett avrinningsområde uppströms, och räknas det in blir den ackumulerade arean 20,84 kvadratkilometer. Skebokvarnsån som avvattnar avrinningsområdet har biflödesordning 3, vilket innebär att vattnet flödar genom totalt 3 vattendrag innan det når havet efter 77 kilometer. Avrinningsområdet består mestadels av skog (56 procent), öppen mark (12 procent) och jordbruk (26 procent). Avrinningsområdet har 0,38 kvadratkilometer vattenytor vilket ger det en sjöprocent på 4,7 procent.